# Hánahawunena
Hánahawunena (Haⁿanaxawuune'naⁿ, Aanű'nhawa) /=`rock men', prema Kroeberu/, jedna od pet lokalnih skupina prerijskih Arapaho Indijanaca, jezična porodica Algonquian. Asimilirali su ih Sjeverni Arapasi ili Nákasinena i praktično su nestali negdje u 19. stoljeću.

## Vanjske poveznice
- Arapaho Indian Bands, Gens and Clans  Arhivirana inačica izvorne stranice od 16. svibnja 2008. (Wayback Machine)